# Korta serier med Lucky Luke
Den tecknade serien Lucky Luke skapades 1946. Under seriens första decennium svarade dess skapare, Morris, för såväl manus och teckningar, och de episoderna från denna tid är relativt korta. När manusskrivandet 1955 togs över av René Goscinny kom avsnitten att standardiseras till 44 sidor, i syfte att publicera dem i seriealbum. Likväl skrevs under Goscinnys tid på serien, liksom senare, ett antal kortare serier, illustrerade av Morris, vilka aldrig kom att samlas i albumutgivningen. Dessa serier omfattar såväl traditionella Lucky Luke-historier som satirer. 
Fyra av dessa korta serier (se nedan) återtrycktes senare i albumet La bataille du riz (ett gratishäfte utgivet av bensinbolaget Total i reklamsyfte). På svenska har somliga avsnitt trycks i diverse Lucky Luke-antologier, och samtliga finns återgivna i Lucky Luke – Den kompletta samlingen.
Endast avsnitt tecknade av de officiella Lucky Luke-tecknarna (Morris och Achdé) finns listade här. För andra tecknares hyllningar till och pastischer på serien, se Hyllningar, parodier, utbildningsserier.

## Innan 1955
Fram t.o.m. 1954, när Morris fortfarande svarade för manusskrivandet på serien, var samtliga Lucky Luke-avsnitt kortare än albumlängd.

## Antologialbum
Fem album producerade under och efter René Goscinnys tid på serien är antologialbum, och består alltså av flera kortare serier - se Allt om Lucky Luke, Bröderna Daltons hämnd och andra äventyr, Den hängdes rep och andra äventyr, Spökranchen och andra äventyr, och Hästtjuvarna och andra äventyr. 

## Bråket i Pancake Valley
- Originaltitel: Grabuge à Pancake Valley
- Upphovsman: Morris
- Ursprungspublicering: Risque-Tout #5 (1955) (omtecknades 1978 - se Bröderna Daltons hämnd och andra äventyr)
- Franskspråkig albumpublicering: ingen
- Svenskspråkig albumpublicering: ingen
- Finns i Lucky Luke – Den kompletta samlingen 1955-1957
- Sidor: 4

## Lucky Luke och Androkles
- Originaltitel: Lucky Luke et Androclès
- Upphovsman: Morris
- Ursprungspublicering: Risque-Tout #11 (1956)
- Franskspråkig albumpublicering: ingen
- Svenskspråkig albumpublicering: ingen
- Finns i Lucky Luke – Den kompletta samlingen 1955-1957
- Sidor: 4

## Hästtjuvar
- Originaltitel: Voleurs de Chevaux
- Upphovsmän: René Goscinny (text) & Morris (bild)
- Ursprungspublicering: Risque-Tout #49 (1956)
- Franskspråkig albumpublicering: ingen
- Svenskspråkig albumpublicering: ingen
- Finns i Lucky Luke – Den kompletta samlingen 1955–1957
- Sidor: 4

## Paradise Gulch
- Originaltitel: Originaltitel: Paradise Gulch
- Upphovsmän: René Goscinny (text) & Morris (bild)
- Ursprungspublicering: Stripschrift #119 (1979, tecknad 1966)
- Franskspråkig albumpublicering: ingen
- Svenskspråkig albumpublicering: ingen
- Finns i Lucky Luke – Den kompletta samlingen 1978–1980
- Sidor: 2,25

## Lucky Luke släpper loss
- Originaltitel: Lucky Luke se défoule
- Upphovsman: Morris
- Ursprungspublicering: Le Point #4 (1966)
- Franskspråkig albumpublicering: ingen
- Svenskspråkig albumpublicering: Allt om Lucky Luke (1978)
- Finns i Lucky Luke – Den kompletta samlingen 1965–1967
- Sidor: 1

## Flykt i skymningen
- Originaltitel: Le chemin du crépuscule
- Upphovsmän: René Goscinny (text) & Morris (bild)
- Ursprungspublicering: Spirou 1482 bis (1966)
- Franskspråkig albumpublicering: ingen
- Svenskspråkig albumpublicering: Allt om Lucky Luke (1978)
- Finns i Lucky Luke – Den kompletta samlingen 1965–1967
- Sidor: 2

## Lucky Luke och den sjunde konsten
- Originaltitel: Lucky Luke et le 7ème art
- Upphovsman: Morris
- Ursprungspublicering: Spirou #1513 (1967)
- Franskspråkig albumpublicering: ingen
- Svenskspråkig albumpublicering: ingen
- Finns i Lucky Luke – Den kompletta samlingen 1965–1967
- Sidor: 1

## Utmaningen
- Originaltitel: Défi à Lucky Luke
- Upphovsmän: René Goscinny (text) & Morris (bild)
- Ursprungspublicering: Super Pocket Pilote #1 (1968)
- Franskspråkig albumpublicering: La bataille du riz (1972)
- Svenskspråkig albumpublicering: Lucky Luke Special (1979)
- Finns i Lucky Luke – Den kompletta samlingen 1967–1969
- Sidor: 9

## Äventyr efter noter
- Originaltitel: Arpèges dans la vallée
- Upphovsmän: René Goscinny (text) & Morris (bild)
- Ursprungspublicering: Super Pocket Pilote #2 (1968)
- Franskspråkig albumpublicering: La bataille du riz (1972)
- Svenskspråkig albumpublicering: Lucky Luke Special (1979) samt Jag Jolly Jumper (1984)
- Finns i Lucky Luke – Den kompletta samlingen 1967–1969
- Sidor: 16

## Promenad genom stan
- Originaltitel: Promenade dans la ville
- Upphovsmän: René Goscinny (text) & Morris (bild)
- Ursprungspublicering: Super Pocket Pilote #3 (1969)
- Franskspråkig albumpublicering: La bataille du riz (1972)
- Svenskspråkig albumpublicering: Lucky Luke Special (1979)
- Finns i Lucky Luke – Den kompletta samlingen 1967–1969
- Sidor: 8

## Riskriget
- Originaltitel: La bataille du riz
- Upphovsmän: René Goscinny (text) & Morris (bild)
- Ursprungspublicering: Super Pocket Pilote #4 (1969)
- Franskspråkig albumpublicering: La bataille du riz (1972)
- Svenskspråkig albumpublicering: Lucky Luke Special (1979)
- Finns i Lucky Luke – Den kompletta samlingen 1967–1969
- Sidor: 16

## Den första tågolyckan
- Originaltitel: La première catastrophe ferroviaire
- Upphovsmän: Georges Renoy (text) & Morris (bild)
- Ursprungspublicering: "Il était une fois... les Belges" (1980)
- Franskspråkig albumpublicering: ingen
- Svenskspråkig albumpublicering: ingen
- Finns i Lucky Luke – Den kompletta samlingen 1978–1980
- Sidor: 1

## Buss på, Ratata!
- Originaltitel: Vas-y, Ran Tan Plan!
- Upphovsmän: Dom Domi (text) & Morris (bild)
- Ursprungspublicering: Eppo #50-51/1980
- Franskspråkig albumpublicering: ingen
- Svenskspråkig albumpublicering: Jag Lucky Luke (1982)
- Finns i Lucky Luke – Den kompletta samlingen 1978–1980
- Sidor: 7

## En same i Kanada
- Originaltitel: Un lapon au Canada
- Upphovsmän: Dom Domi (text) & Morris (bild)
- Ursprungspublicering: Eppo #15/1981
- Franskspråkig albumpublicering: ingen
- Svenskspråkig albumpublicering: Jag Jolly Jumper (1984)
- Finns i Lucky Luke – Den kompletta samlingen 1978–1980
- Sidor: 6

## Den franske kocken
- Originaltitel: Le cuisinier français
- Upphovsmän: Claude Guylouïs (text) & Achdé (bild)
- Franskspråkig albumpublicering (och ursprungspublicering): "Le cuisinier français" (2003)
- Svenskspråkig albumpublicering: ingen
- Finns i Lucky Luke – Den kompletta samlingen 2003–2007
- Sidor: 16

## Bröderna Dalton firar jul
- Originaltitel: Le pire Noël est arrivé
- Upphovsmän: Laurent Gerra (text) & Achdé (bild)
- Ursprungspublicering: Pilote Spécial Noël (2004)
- Franskspråkig albumpublicering: ingen
- Svenskspråkig albumpublicering: ingen
- Finns i Lucky Luke – Den kompletta samlingen 2003–2007
- Sidor: 4